# قائمة رؤساء وزراء تشاتيسغار
هذه قائمة وزراء ولاية تشاتيسغار الهندية هو رئيس حكومة ولاية تشاتيسغار. يذكر دستور الهند أن الحاكم هو رئيس الولاية لكن تقع السلطة التنفيذية بحكم الأمر الواقع على عاتق رئيس الوزراء. عادة ما يدعو الحاكم الحزب (أو الائتلاف) الحاصل على أغلبية المقاعد في الجمعية التشريعية لولاية تشاتيسغار لتشكيل الحكومة. يعين الحاكم رئيس الوزراء، ويكون مجلس وزرائه مسؤولاً بشكل أمام الجمعية التشريعية. مدة ولاية رئيس الوزراء خمس سنوات قابلة للتجديد بدون قيود لعدد الفترات.
شغل أربعة أشخاص منصب رئيس وزراء الولاية منذ إنشائها في 1 نوفمبر 2000 بموجب قانون إعادة تنظيم ماديا براديش لعام 2000. الأول كان أجيت جوغي من حزب المؤتمر الوطني الهندي وخلفه رامان سينغ من حزب بهاراتيا جاناتا في عام 2003 الذي خدم لثلاث فترات متتالية (15) والثالث هو زعيم حزب المؤتمر بوبيش باجيل الذي رأس الولاية من عام 2018 إلى عام 2023 والأخير هو فيشنوديو ساي شاغل المنصب الحالي من حزب بهارتيا جاناتا بعد فوزه الساحق في انتخابات عام 2023.

## القائمة
| No | الصورة                         | الاسم          | تلدائرة الانتخابية | فترة الحكم     | فترة الحكم     | فترة الحكم        | الجمعية (الانتخابات )        | الحزب                 | الحزب |
| -- | ------------------------------ | -------------- | ------------------ | -------------- | -------------- | ----------------- | ---------------------------- | --------------------- | ----- |
| 1  | A photograph of Ajit Jogi      | Ajit Jogi      | Marwahi            | 1 نوفمبر 2000  | 7 ديسمبر 2003  | 3 سنوات و34 أيام  | الأولى/مؤقتة (1998 election) | المؤتمر الوطني الهندي |       |
| 2  | A photograph of Raman Singh    | رامان سينغ     | Dongargaon         | 7 ديسمبر 2003  | 11 ديسمبر 2008 | 15 سنوات و10 أيام | الثانية (2003)               | حزب بهاراتيا جاناتا   |       |
| 2  | A photograph of Raman Singh    | رامان سينغ     | Rajnandgaon        | 12 ديسمبر 2008 | 11 ديسمبر 2013 | 15 سنوات و10 أيام | الثالثة (2008)               | حزب بهاراتيا جاناتا   |       |
| 2  | A photograph of Raman Singh    | رامان سينغ     | Rajnandgaon        | 12 ديسمبر 2013 | 17 ديسمبر 2018 | 15 سنوات و10 أيام | الرابعة (2013)               | حزب بهاراتيا جاناتا   |       |
| 3  | A photograph of Bhupesh Baghel | Bhupesh Baghel | Patan              | 17 ديسمبر 2018 | 13 ديسمبر 2023 | 4 سنوات و361 أيام | الخامسة (2018)               | المؤتمر الوطني الهندي |       |
| 4  |                                | Vishnu Deo Sai | Kunkuri            | 13 ديسمبر 2023 | في المنصب      | 1 سنة و99 أيام    | السادسة (2023)               | حزب بهاراتيا جاناتا   |       |